# Little Horton
Little Horton – dzielnica miasta Bradford, w Anglii, w West Yorkshire, w dystrykcie metropolitalnym Bradford. W 2011 roku dzielnica liczyła 21 547 mieszkańców.